# Droits des patients en droit français
Ne doit pas être confondu avec droit des malades.
 (janvier 2018).
L'expression « droits des patients » recouvre la reconnaissance, toujours en voie d'approfondissement, des droits dévolus aux patients, aux usagers du système de Santé et de manière plus générale aux personnes dans le domaine de leur santé.

## Secret médical
Le principe du secret médical est la base du colloque singulier, terme qui désigne la relation étroite qui relie le médecin à son patient.
Cette rencontre, fondée sur la rencontre « d'une confiance et d'une conscience » est l'un des engagements majeurs du serment d'Hippocrate prononcé par chaque médecin, en France, au moment de son entrée dans la profession.

## Dispositions prévues par le Code de la santé publique
Le Code de la santé publique reconnaît aux patients les droits individuels suivants (voir recommandations de la Haute autorité de santé) :

### Le droit à l'accès aux soins et au choix du médecin
- La garantie de l’égal accès de chacun aux soins nécessités par son état de santé, toute discrimination étant proscrite (art L 1110-3 du CSP)
- Le droit de bénéficier des soins les plus appropriés et des thérapeutiques les plus efficaces et garantissant sa sécurité sanitaire (art L 1110-5 du CSP)
- Le droit au choix du médecin ou de l’établissement de santé (art L 1110-8 du CSP)

### Le droit à l'information et au respect de la confidentialité
- Le droit à l’information sur son état de santé, comme au respect de sa volonté de ne pas être informée sur son état de santé (art L 1111-2 du CSP)
- Le droit à l’accès direct à son dossier médical (art L 1111-7 du CSP)
- Le droit à être informée, sur sa demande, sur les frais auxquels elle est exposée (art L 1111-3 du CSP)
- Le droit à être informée sur ses conditions de séjour dans l’établissement de santé[2]

### Le droit à participer à la décision médicale
- Le droit à participer activement aux décisions médicales qui le concernent ou décision médicale partagée (art L 1111-4 du CSP)
- Le droit de refuser un traitement ou un acte médical (art L 1111-4 du CSP)
- Le droit de désigner une personne de confiance (art L 1111-6 du CSP)
- Le droit de rédiger des directives anticipées (art L 1111-11 du CSP)
- Le droit de quitter l'établissement à tout moment[2]

### Le respect de la personne soignée
- Le droit au respect de sa dignité (art L 1110-2 du CSP)
- Le droit au respect de sa vie privée (art L 1110-4 du CSP)

- Le droit au respect de son intimité[2] ;
- Le droit à d’être traitée avec égards[2] ;
- Le droit au respect de ses croyances et de ses convictions[2] ;
- Le droit au soulagement de sa douleur (art L 1110-5 du CSP)
- Le droit à l’accès aux soins palliatifs (art L 1110-9 du CSP)
- Le droit à une vie digne jusqu’à la mort (art L 1110-5 du CSP)

### Contentieux et indemnisation
- Le droit d’être entendu par un responsable de l’établissement en cas plainte liée aux soins et de la faire connaître à la Commission des relations des usagers et de la qualité de la prise en charge (CRUQPC) (art L 1112-3 du CSP)
- Le droit à la médiation en cas de différend (art R 1112-81 et R 1112-82 du CSP)
- Le droit à demander réparation amiable ou contentieuse d’un préjudice subi devant la Commission de conciliation et d'indemnisation des accidents médicaux (CCI) et l'Office national d'indemnisation des accidents médicaux (ONIAM)[3]

## Autres dispositions promulguées en France
- Loi du 4 mars 2002 relative aux droits des malades et à la qualité du système de santé
- Loi Léonetti du 22 avril 2005 relative aux droits des patients en fin de vie